# Llista de topònims de Calce
Llista de topònims (noms propis de lloc) de Calce (Rosselló).
Informació actualitzada per un bot. Els canvis manuals es perdran quan s'actualitzi!

## església
| imatge | Nom                      | Ubicat a | instància de          | Detalls                                                                       | coordenades                                                     | Protecció                                                 | Commons (més fotos)                 | Dades a WD                    |
| ------ | ------------------------ | -------- | --------------------- | ----------------------------------------------------------------------------- | --------------------------------------------------------------- | --------------------------------------------------------- | ----------------------------------- | ----------------------------- |
|        | Sant Pau de Calce        | Calce    | església Ús: església | Estil: arquitectura romànica Anomenat per: Pau de Tars Dedicat a: Pau de Tars | 42° 45′ 32″ N, 2° 45′ 15″ E / 42.758916°N,2.754264°E 201.9 msnm |                                                           | Ancienne église Saint-Paul de Calce | Modifica les dades a Wikidata |
|        | Sant Pau de Calce        | Calce    | església              | Anomenat per: Pau de Tars Dedicat a: Pau de Tars                              | 42° 45′ 32″ N, 2° 45′ 15″ E / 42.758884°N,2.754209°E 226.7 msnm | bé catalogat a l'Inventari general del patrimoni cultural | Église Saint-Paul de Calce          | Modifica les dades a Wikidata |
|        | Santa Maria de les Fonts | Calce    | església Ús: església | Estil: arquitectura romànica Dedicat a: Verge Maria                           | 42° 44′ 25″ N, 2° 44′ 59″ E / 42.7402°N,2.74965°E 201.9 msnm    |                                                           | Église Sainte-Marie de Las Fonts    | Modifica les dades a Wikidata |

## Misc
| imatge | Nom                      | Ubicat a                                             | instància de                          | Detalls                                                  | coordenades | Protecció                     | Commons (més fotos)      | Dades a WD                    |
| ------ | ------------------------ | ---------------------------------------------------- | ------------------------------------- | -------------------------------------------------------- | --- | ----------------------------- | ------------------------ | ----------------------------- |
|        | Aglí                     | Pirineus Orientals                                   | riu                                   | Desemboca: mar Mediterrània Llarg: 81.7km Conca: 1055km² | 42° 46′ 45″ N, 3° 02′ 20″ E / 42.77916667°N,3.03888889°E 4 msnm                                                     |                               | Agly                     | Modifica les dades a Wikidata |
|        | Castell de Calce         | Calce                                                | château                               |                                                          | 42° 45′ 33″ N, 2° 45′ 14″ E / 42.75916667°N,2.75397222°E 233.3 msnm                                                 |                               |                          | Modifica les dades a Wikidata |
|        | Castell de les Fonts     | Calce                                                | edifici                               |                                                          | 42° 44′ 22″ N, 2° 44′ 59″ E / 42.7395°N,2.74975°E Mas de les Fonts 201.3 msnm                                       |                               |                          | Modifica les dades a Wikidata |
|        | Manadell                 | Calce Pesillà de la Ribera Vilanova de la Ribera Bao | curs d'aigua                          | Desemboca: Tet Llarg: 6.3km                              | 42° 43′ 19″ N, 2° 46′ 12″ E / 42.721944444444446°N,2.77°E 42° 41′ 20″ N, 2° 48′ 54″ E / 42.68888888888889°N,2.815°E |                               |                          | Modifica les dades a Wikidata |
|        | Mas de les Fonts         | Calce                                                | mas                                   |                                                          | 42° 44′ 24″ N, 2° 45′ 04″ E / 42.7399°N,2.751°E 201.4 msnm                                                          | monument històric inventariat | Mas de les Fonts (Calce) | Modifica les dades a Wikidata |
|        | casa de la vila de Calce | Calce                                                | instal·lació Ús: seu del govern local |                                                          | 42° 45′ 30″ N, 2° 45′ 20″ E / 42.7582796630058°N,2.75546312979889°E fr:12 RTE D'ESTAGEL, 66600 CALCE                |                               |                          | Modifica les dades a Wikidata |